# Lauris
Lauris is een gemeente in het Franse departement Vaucluse (regio Provence-Alpes-Côte d'Azur) en telt 3257 inwoners (2005). De plaats maakt deel uit van het arrondissement Apt.
De naam komt van het Latijnse laurus of laurierboom, wat in het wapenschild terugkomt.
Het versterkte dorp bevindt zich tussen de Luberon in het noorden en de rivier Durance in het zuiden. Het dorp kent pittoreske straatjes, pleinen en fonteinen. De openbare wasplaats naast de kerk Notre-Dame-de-Purification is beschermd erfgoed.

## Geografie
De oppervlakte van Lauris bedraagt 21,8 km², de bevolkingsdichtheid is 149,4 inwoners per km².
De onderstaande kaart toont de ligging van Lauris met de belangrijkste infrastructuur en aangrenzende gemeenten.

## Demografie
Onderstaande figuur toont het verloop van het inwonertal (bron: INSEE-tellingen).